# Munus
El término latino munus, al igual que el también latino hostis, estaba implicado en las antiguas interacciones sociales de intercambios compensatorios. 

## Significado
El vocablo munus era entendido como «un regalo que obliga al intercambio», y proviene de la raíz mei, que es propiamente «dar en cambio», más el sufijo –nus, que distingue a las nociones de carácter social. El adjetivo derivado communis significaba en realidad «el que tiene munia en común», es decir, regalos para intercambiarse. Cuando este sistema de compensación se realiza en el interior de un mismo círculo determina una “comunidad”, un conjunto de personas unidas por esta alianza de reciprocidad.
Así, de la raíz mei llegamos a la raíz meit con el sufijo -t que aparece en el verbo latino muto: «cambiar», «intercambiar». En el adjetivo derivado mutuus se precisa el significado «en reciprocidad», «entre uno y otro». Por lo tanto, mutuare quiere decir «tomar prestado». Entendemos por ejemplo el apoyo mutuo en el sentido de recíproco, entre uno y otro, haciéndolo entrar en el ámbito del intercambio.
Términos así, tan diversos unos de otros, como hostes, xenos, munus o mitra, nos retrotraen al mismo problema: el de las instituciones de hospitalidad y de reciprocidad gracias a las cuales los hombres de un pueblo encuentran “acogida” dentro de otro pueblo, y las sociedades practican alianzas e intercambios.
La expresión simple para regalar, para donar, sin que se exija una contrapartida, la encontramos en la raíz indoeuropea del latín do, donun, y en el griego dorum. La noción de donar indica por todas partes, en todas las lenguas, «el regalo sin regreso».

## Voces correlacionadas
- hospitalidad
- huésped
- comunidad
- donación
- potlatch